# Anigraea olivata
Anigraea olivata är en fjärilsart som beskrevs av W. Warren 1914. Anigraea olivata ingår i släktet Anigraea och familjen nattflyn. Inga underarter finns listade i Catalogue of Life.